# Дискография Селены Гомес
Американская актриса и певица Селена Гомес выпустила 3 студийных альбома, 1 сборник, 2 мини-альбома, 18 синглов и 18 видеоклипов. По состоянию на 2022 год, Селена продала более 210 миллинов синглов по всему миру и собрала более 45 миллиардов потоков песен. В 2008 году Гомес впервые подписала контракт со звукозаписывающим лейблом Hollywood Records, и приступила к записи своего дебютного альбома. Селена желала работать в группе, в то время как лейбл предлагал ей остаться сольным исполнителем, потому что она уже имела фан-базу. Когда обе стороны установили компромисс, Селена объявила название нового коллектива — Selena Gomez & The Scene. Первый альбом группы — Kiss & Tell, достиг пиковой позиции в первой десятке Billboard 200, и получил золотую сертификацию. Второй сингл — Naturally, стал успешным в плане продаж, и стал дважды платиновым на территории Соединённых Штатов. Второй альбом — A Year Without Rain, также был коммерчески успешным, и было выпущено ещё два сингла в его поддержку.
Гомес и её группа начали работу над третьим альбомом в 2010 году, и в 2011 году состоялся официальный релиз нового альбома — When the Sun Goes Down. Данная пластинка стала самой топовой среди всех групп в чарте Billboard 200, и также получила золотую сертификацию. За первую неделю этот альбом продался большим тиражом, чем их предыдущие работы, однако затем стал самым низко продаваемым на сегодняшний день. Было выпущено три сингла, два из которых стали мировыми хитами. Второй сингл — Love You Like a Love Song получил четыре платиновых сертификации в США. Позже Селена анонсировала о перерыве в музыкальной карьере со своей группой, и сосредоточилась на карьере в кино.
В 2012 году Селена снова вернулась в студию, но уже для работы над сольным проектом. Результатом стала пластинка Stars Dance, выпущенная в качестве первого сольного альбома. Альбом достиг первого места в Billboard 200, и в первую неделю было продано 97 000 копий. Лид-синглом стала композиция Come & Get It, которая получила три платиновых статуса в США. Также этот альбом стал первым, который не получил сертификацию от RIAA.
Селена сотрудничала с Hollywood Records на протяжении шести лет, и в 2014 году заключила контракт с лейблом Interscope Records. В качестве «прощального» проекта с бывшим лейблом Гомес выпустила сборник хитов For You 24 ноября 2014 года.
22 июня 2015 года Селена выпустила сингл Good For You, который получил золотую сертификацию в США. 22 июля Гомес анонсировала название будущего альбома — Revival, который вышел 9 октября 2015 года. 5 августа стало известно название второго сингла Селены — «Same Old Love».

## Альбомы

### Студийные альбомы
| Название                                                       | Информация об альбоме                                                           | Позиции в чартах | Позиции в чартах | Позиции в чартах | Позиции в чартах | Позиции в чартах | Позиции в чартах | Позиции в чартах | Позиции в чартах | Позиции в чартах | Позиции в чартах | Продажи                         | Сертификации                                                             |
| Название                                                       | Информация об альбоме                                                           | US               | AUS              | CAN              | DEN              | FRA              | GER              | IRE              | NOR              | NZ               | UK               | Продажи                         | Сертификации                                                             |
| -------------------------------------------------------------- | ------------------------------------------------------------------------------- | ---------------- | ---------------- | ---------------- | ---------------- | ---------------- | ---------------- | ---------------- | ---------------- | ---------------- | ---------------- | ------------------------------- | ------------------------------------------------------------------------ |
| Stars Dance                                                    | - Релиз: 19 июля, 2013 - Лейбл: Hollywood - Формат: CD, Цифровая дистрибуция    | 1                | 8                | 1                | 2                | 12               | 4                | 9                | 1                | 5                | 14               | - Мир: 2,600,000 - США: 410,000 | - MC: Золото                                                             |
| Revival                                                        | - Релиз: 9 октября, 2015 - Лейбл: Interscope - Формат: CD, Цифровая дистрибуция | 1                | 3                | 2                | 6                | 8                | 12               | 2                | 2                | 2                | 11               | - Мир: 5,000,000 - США: 435,000 | - RIAA: Платина - IFPI AUT: Золото - IFPI DEN: Золото - IFPI SWE: Золото |
| Rare                                                           | - Релиз: 10 января, 2020 - Лейбл: Interscope - Формат: CD, Цифровая дистрибуция | 1                | 1                | 1                | 5                | 6                | 3                | 4                | 1                | 2                | 2                | - США: 98,054+                  |                                                                          |
| «—» означает, что сингл не попал в чарты на данной территории. |                                                                                 |                  |                  |                  |                  |                  |                  |                  |                  |                  |                  |                                 |                                                                          |

### Сборники
| Название | Информация об альбоме                                                          | Позиции в чартах | Позиции в чартах | Позиции в чартах | Позиции в чартах | Позиции в чартах | Позиции в чартах | Позиции в чартах | Позиции в чартах | Позиции в чартах | Позиции в чартах | Продажи        |
| Название | Информация об альбоме                                                          | US               | AUT              | BEL (FL)         | BEL (WA)         | FRA              | IRE              | ITA              | NOR              | SPA              | UK               | Продажи        |
| -------- | ------------------------------------------------------------------------------ | ---------------- | ---------------- | ---------------- | ---------------- | ---------------- | ---------------- | ---------------- | ---------------- | ---------------- | ---------------- | -------------- |
| For You  | - Релиз: 24 ноября, 2014 - Лейбл: Hollywood - Формат: CD, Цифровая дистрибуция | 24               | 73               | 40               | 67               | 80               | 95               | 34               | 37               | 40               | 64               | - США: 117,000 |

### Мини-альбомы
| Название     | Информация об альбоме                                                            |
| ------------ | -------------------------------------------------------------------------------- |
| For You — EP | - Релиз: 1 января 2015 - Лейбл: Hollywood Records - Формат: Цифровая дистрибуция |
| Revelación   | - Релиз: 12 марта 2021 - Лейбл: Interscope - Формат: Цифровая дистрибуция        |

## Синглы

### Сольные синглы
| Название                                                       | Год  | Позиции в чартах | Позиции в чартах | Позиции в чартах | Позиции в чартах | Позиции в чартах | Позиции в чартах | Позиции в чартах | Позиции в чартах | Позиции в чартах | Позиции в чартах | Сертификации | Альбом                          |
| Название                                                       | Год  | US               | AUS              | CAN              | DEN              | GER              | FRA              | NOR              | NZ               | SWE              | UK               | Сертификации | Альбом                          |
| -------------------------------------------------------------- | ---- | ---------------- | ---------------- | ---------------- | ---------------- | ---------------- | ---------------- | ---------------- | ---------------- | ---------------- | ---------------- | --- | ------------------------------- |
| «Come & Get It»                                                | 2013 | 6                | 46               | 6                | 34               | 58               | 34               | 16               | 14               | —                | 8                | - RIAA: 3× Платина - ARIA: Золото - IFPI DEN: Золото - IFPI NOR: Платина - MC: 2× Платина - RMNZ: Золото                                                    | Stars Dance                     |
| «Slow Down»                                                    | 2013 | 27               | 93               | 29               | —                | —                | 31               | —                | —                | —                | 106              | - RIAA: Платина | Stars Dance                     |
| «The Heart Wants What It Wants»                                | 2014 | 6                | 33               | 6                | 9                | 53               | 30               | 13               | 19               | 53               | 30               | - RIAA: Платина - IFPI DEN: Золото - IFPI SWE: Золото - MC: Платина                                                                                         | For You                         |
| «Good For You» (featuring A$AP Rocky)                          | 2015 | 5                | 12               | 9                | 11               | 29               | 14               | 9                | 14               | 27               | 47               | - RIAA: 3× Платина - ARIA: Золото - RMNZ: Золото | Revival                         |
| «Same Old Love»                                                | 2015 | 5                | 33               | 15               | 23               | 62               | 106              | 37               | —                | 42               | 81               | - RIAA: 3× Платина - MC: 2× Платина - FIMI: Золото - IFPI DEN: Платина - IFPI SWE: Платина - MC: 2× Платина - RMNZ: Золото                                  | Revival                         |
| «Hands to Myself»                                              | 2016 | 7                | 13               | 5                | 22               | 38               | 118              | 18               | 5                | 20               | 14               | - RIAA: Платина - ARIA: Платина - BPI: Серебро - FIMI: Золото - IFPI DEN: Золото - IFPI SWE: Платина - MC: Платина - RMNZ: Платина                          | Revival                         |
| «Kill Em' With Kindness»                                       | 2016 | 39               | 33               | 14               | 30               | 39               | 109              | 33               | 28               | 34               | 35               | - RIAA: Платина - ARIA: Платина - BPI: Золото - BVMI: Золото - FIMI: 2× Платина - GLF: Платина - IFPI DEN: Золото                                           | Revival                         |
| «Bad Liar»                                                     | 2017 | 20               | 13               | 11               | 38               | 36               | 36               | 28               | 17               | 23               | 21               | - RIAA: Платина - ARIA: Платина - BPI: Золото - FIMI: Золото - IFPI DEN: Золото - MC: Платина                                                               | Rare                            |
| «Fetish» (featuring Gucci Mane)                                | 2017 | 27               | 23               | 10               | 22               | 36               | 31               | 29               | 16               | 24               | 33               | - RIAA: Платина - ARIA: Золото - FIMI: Золото - MC: Платина                                                                                                 | Rare                            |
| «Wolves» (совместно с Marshmello)                              | 2017 | 20               | 5                | 7                | 9                | 11               | 32               | 5                | 10               | 7                | 9                | - RIAA: 2× Платина - ARIA: 3× Платина - BPI: Платина - BVMI: Платина - FIMI: Платина - GLF: 2× Платина - IFPI DEN: Платина - MC: 3× Платина - RMNZ: Платина | Rare                            |
| «Back To You»                                                  | 2018 | 18               | 4                | 4                | 12               | 19               | —                | 10               | 8                | 14               | 13               | - RIAA: 2× Платина - ARIA: 2× Платина - BPI: Золото - BVMI: Золото - FIMI: Золото - GLF: Платина - IFPI DEN: Золото - RMNZ: Золото                          | 13 Reasons Why: Season 2 / Rare |
| «Lose You To Love Me»                                          | 2019 | 1                | 2                | 1                | 8                | 24               | —                | 2                | 2                | 6                | 3                | - BPI: Серебро - MC: Золото - RMNZ: Золото | Rare                            |
| «Look At Her Now»                                              | 2019 | 27               | 29               | 13               | —                | 43               | —                | 15               | 23               | 53               | 26               | | Rare                            |
| «Rare»                                                         | 2020 | 30               | 22               | 32               | 36               | 42               | 73               | 29               | 28               | 44               | 28               | | Rare                            |
| «Boyfriend»                                                    | 2020 | 59               | —                | —                | —                | 86               | 159              | —                | 1                | 3                | 55               | | Rare                            |
| «De Una Vez»                                                   | 2021 | 92               | —                | 91               | —                | —                | —                | —                | —                | —                | —                | | Revelación                      |
| «Baila Conmigo» (совместно с Рау Алехандро)                    | 2021 | 74               | —                | 68               | —                | 86               | —                | —                | —                | —                | —                | | Revelación                      |
| «Selfish Love» (совместно с DJ Snake)                          | 2021 | —                | —                | —                | —                | —                | —                | —                | —                | —                | —                | | Revelación                      |
| «999» (совместно с Camilo)                                     | 2021 | —                | —                | —                | —                | —                | —                | —                | —                | —                | —                | | без альбома                     |
| «Let’s Somebody Go» (совместно с Coldplay)                     | 2022 | 91               | 66               | 45               | —                | 74               | 25               | 19               | —                | 28               | 24               | | Music of the Spheres            |
| «Calm Down» (Remix) (совместно с Rema)                         | 2022 | 74               | 55               | 17               | —                | —                | —                | —                | —                | —                | —                | | Rave & Roses Ultra              |
| «My Mind & Me»                                                 | 2022 | 83               | 98               | 63               | —                | —                | —                | —                | —                | 76               | 78               | | без альбома                     |
| «Single Soon»                                                  | 2023 | 19               | 26               | 17               | —                | 68               | —                | 16               | 35               | 43               | 21               | | без альбома                     |
| «Love On»                                                      | 2024 | TBA              | TBA              | TBA              | TBA              | TBA              | TBA              | TBA              | TBA              | TBA              | TBA              | TBA | TBA                             |
| «—» означает, что сингл не попал в чарты на данной территории. |      |                  |                  |                  |                  |                  |                  |                  |                  |                  |                  | |                                 |

### Приглашённый артист
| Название                                                                     | Год  | Позиции в чартах | Позиции в чартах | Позиции в чартах | Позиции в чартах | Позиции в чартах | Позиции в чартах | Позиции в чартах | Позиции в чартах | Позиции в чартах | Позиции в чартах | Сертификации                                                           | Альбом                  |
| Название                                                                     | Год  | US               | AUS              | CAN              | DEN              | FRA              | GER              | ITA              | NOR              | SWE              | UK               | Сертификации                                                           | Альбом                  |
| ---------------------------------------------------------------------------- | ---- | ---------------- | ---------------- | ---------------- | ---------------- | ---------------- | ---------------- | ---------------- | ---------------- | ---------------- | ---------------- | ---------------------------------------------------------------------- | ----------------------- |
| «Whoa Oh! (Remix)» (Forever the Sickest Kids featuring Selena Gomez)         | 2009 | —                | —                | —                | —                | —                | —                | —                | —                | —                | —                |                                                                        | без альбома             |
| «I Want You To Know» (Zedd featuring Selena Gomez)                           | 2015 | 17               | 22               | 19               | 25               | 61               | 39               | 49               | 15               | 23               | 14               | - ARIA : Золото - FIMI : Золото - IFPI DEN: Золото - IFPI SWE: Платина | True Colors             |
| «We Don't Talk Anymore» (Charlie Puth featuring Selena Gomez)                | 2016 | 9                | 10               | 11               | 13               | 8                | 52               | 1                | 10               | —                | 14               |                                                                        | Nine Track Mind         |
| «Trust Nobody» (Cashmere Cat featuring Tory Lanez & Selena Gomez)            | 2016 | —                | 46               | 61               | —                | 174              | —                | 92               | —                | —                | 92               |                                                                        | 9                       |
| «It Ain't Me» (Kygo featuring Selena Gomez)                                  | 2017 | 10               | 4                | 2                | 2                | 8                | 2                | 1                | 3                | 2                | 7                |                                                                        | без альбома             |
| «Taki Taki» (DJ Snake featuring Ozuna, Cardi B & Selena Gomez)               | 2018 | 11               | 24               | 7                | 8                | 2                | 8                | 2                | 12               | 10               | 15               |                                                                        | Carte Blanche           |
| «Anxiety» (Julia Michaels featuring Selena Gomez)                            | 2019 | —                | 67               | 69               | —                | —                | —                | —                | —                | —                | —                |                                                                        | Inner Monologue, Part 1 |
| «I Can't Get Enough» (Benny Blanco featuring Tainy, J Balvin & Selena Gomez) | 2019 | 66               | 43               | 33               | —                | —                | 53               | 53               | —                | 53               | 42               |                                                                        | без альбома             |
| «Past Life» (Trevor Daniel featuring Selena Gomez)                           | 2020 | 77               | —                | 68               | —                | —                | —                | —                | —                | —                | —                |                                                                        | без альбома             |
| «Ice Cream» (BLACKPINK featuring Selena Gomez)                               | 2020 | 13               | —                | —                | —                | —                | —                | —                | —                | —                | 39               |                                                                        | The Album               |
| «—» означает, что сингл не попал в чарты на данной территории.               |      |                  |                  |                  |                  |                  |                  |                  |                  |                  |                  |                                                                        |                         |

## Другие песни, попавшие в чарты
| Название                                                        | Год  | Позиции в чартах | Позиции в чартах | Год                      |
| Название                                                        | Год  | US               | FRA              | Год                      |
| --------------------------------------------------------------- | ---- | ---------------- | ---------------- | ------------------------ |
| «New Classic» (совместно Дрю Селли)                             | 2009 |                  | —                | Another Cinderella Story |
| «One And The Same» (совместно с Деми Ловато)                    | 2009 | 82               | —                | Disney Channel Playlist  |
| «Birthday»                                                      | 2013 |                  | —                | Stars Dance              |
| «Stars Dance»                                                   | 2013 | —                | 102              | Stars Dance              |
| «—» означает, что песня не попала в чарты на данной территории. |      |                  |                  |                          |